# کانتری جو مک‌دانلد
کانتری جو مک‌دانلد (انگلیسی: Country Joe McDonald؛ زادهٔ ۱ ژانویهٔ ۱۹۴۲) یک موسیقی‌دان اهل ایالات متحده آمریکا است. وی بین سال‌های ۱۹۵۹ تا ۲۰۱۴ میلادی فعالیت می‌کرد.